# NGC 1017
NGC 1017 је галаксија у сазвежђу Кит која се налази на NGC листи објеката дубоког неба.
Деклинација објекта је - 11° 0' 38" а ректасцензија 2h 37m 49,9s. Привидна величина (магнитуда) објекта NGC 1017 износи 14,4 а фотографска магнитуда 15,0. NGC 1017 је још познат и под ознакама MCG -2-7-47, KUG 0235-112B, PGC 9964.